# Airdrop Peak
Der Airdrop Peak (frei übersetzt: Abwurfgipfel) ist ein Berg von 890 m Höhe mit einem Zwillingsgipfel am nördlichen Ende der Commonwealth Range. Der Berg ist die erste sichtbare Erhebung im Ebony Ridge im Nordwesten.
Der Gipfel war Schauplatz eines Lufteinsatzes, bei dem am 11. Dezember 1959 die Crew einer Douglas DC-3 der US-Navy-Flugstaffel VX-6 Teilnehmern der New Zealand Alpine Club Antarctic Expedition (1959–1960) zur Hilfe kam, indem sie ein Ersatzfunkgerät für ein zuvor außer Betrieb geratenes abwarf. Dieses Ereignis verlieh dem Berg seinen Namen.